# Muzeum Elementarza im. prof. Mariana Falskiego w Kuźnicy Grabowskiej

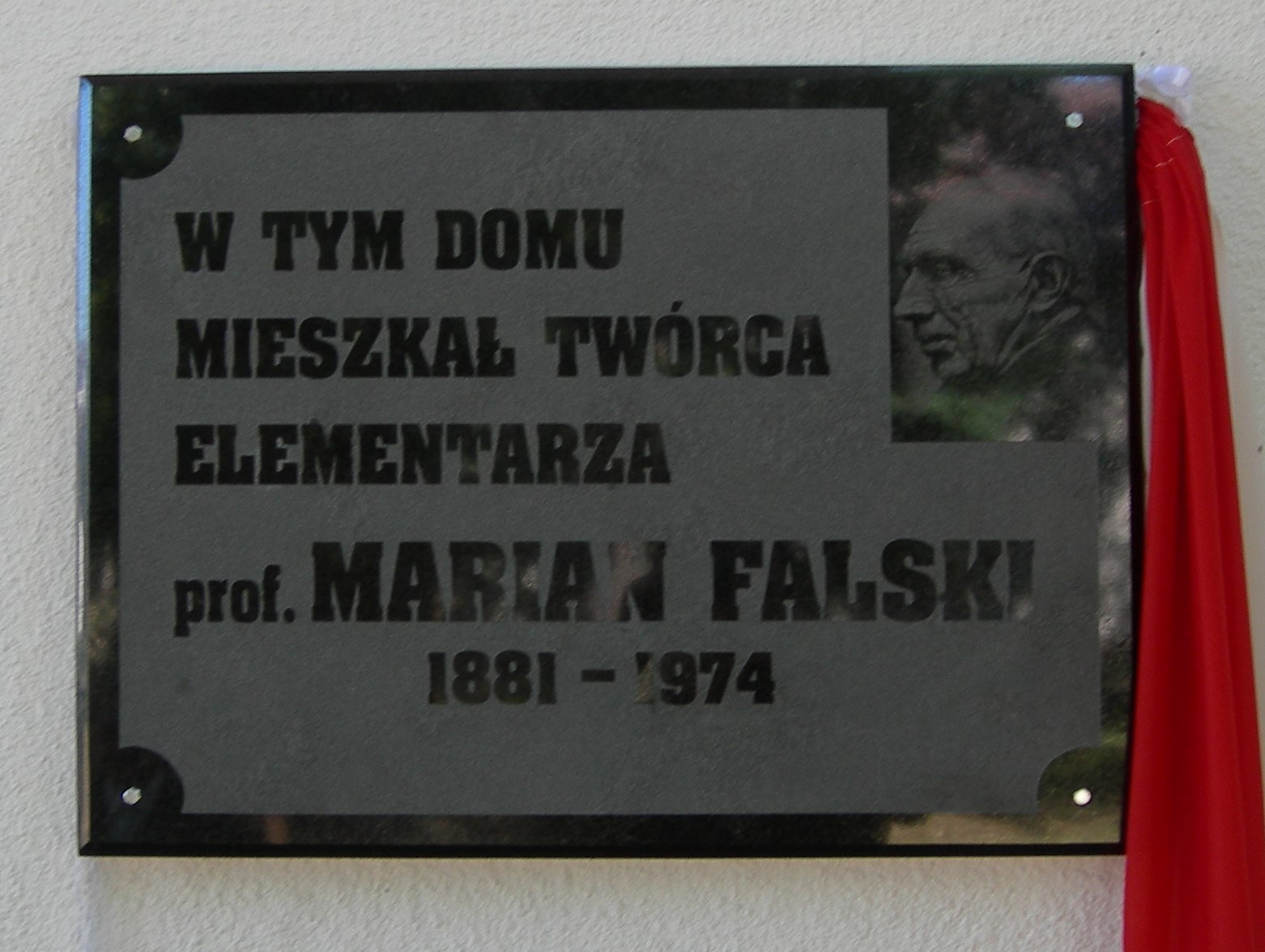
Tablica upamiętniająca prof. Mariana Falskiego umieszczona na ścianie Muzeum Elementarza w Kuźnicy Grabowskiej (2 września 2005)

Muzeum Elementarza im. prof. Mariana Falskiego w Kuźnicy Grabowskiej – samorządowa instytucja kultury, jedyne w Polsce muzeum elementarza.

## Historia
Muzeum Oświaty powstało na przełomie 2004/2005 roku w dawnym dworku rodziny Oxnerów w Kuźnicy Grabowskiej, dla uczczenia 100. rocznicy utworzenia Związku Nauczycielstwa Polskiego. Miejsce to wybrano, gdyż profesor Marian Falski – jako zięć Oxnerów – często tam bywał. Spod jego pióra wyszedł najpopularniejszy polski elementarz, z którego uczyły się czytać pokolenia Polaków. W muzeum zaaranżowano klasę szkolną z lat 50. XX wieku, wyposażoną w ławki z kałamarzami, tabliczki do pisania i granatowe fartuszki. Znajduje się też wystawa dawnych materiałów dydaktycznych, dzienników szkolnych, zeszytów itp. W Kuźnicy Grabowskiej od 2005 obchodzi się rocznice urodzin Falskiego. Rada Gminy Kraszewice w październiku 2020 podjęła uchwałę w sprawie utworzenia samorządowej instytucji kultury pod nazwą Muzeum Elementarza im. prof. Mariana Falskiego w Kuźnicy Grabowskiej (w organizacji). Dyrektorem nowo powstałej instytucji została Ewa Maląg. W 2019 wydarzenie „Wspólne Czytanie Elementarza prof. Mariana Falskiego” objęła honorowym patronatem pierwsza dama III RP Agata Kornhauser-Duda.
7 października 2021 w Senacie Marszałek Senatu RP prof. Tomasz Grodzki otworzył wystawę pt. „Elementarz dobrych wspomnień. W 140. rocznicę urodzin prof. Mariana Falskiego”. Inicjatorką wystawy była senator Ewa Matecka. Na wystawie, przygotowanej przez Muzeum Elementarza im. prof. Mariana Falskiego w Kuźnicy Grabowskiej, oprócz plansz ze zdjęciami i wspomnieniami prof. Falskiego zaprezentowane zostały wydania elementarza z różnych lat, dawna ławka szkolna i przybory do pisania. Wystawa odwiedziła szereg miast. 4 listopada 2021 muzeum gościło Ministra Edukacji i Nauki Przemysława Czarnka.
W listopadzie 2022 roku mieszkańcy Kuźnicy Grabowskiej wraz z samorządem Kraszewic zwrócili się do Rady Powiatu z petycją dotyczącą zbycia dworku na rzecz gminy. Podpisy złożyło pod nią ponad 230 osób. W lipcu 2023 Rada Powiatu w Ostrzeszowie wyraziła zgodę na sprzedaż dworku w Kuźnicy Grabowskiej gminie Kraszewice.

## Zbiory i otoczenie muzeum
Zgromadzono tutaj elementarze wydane od 1910 do 1983 roku, a także przedwojenne przybory szkolne oraz świadectwa, zeszyty, lektury, harcerskie mundurki, odznaki, czapki i zdjęcia. W zbiorach jest m.in. Toruński Elementarz Polski z 1910 roku. W Kuźnicy Grabowskiej można też zobaczyć „Elementarz dla szkół wiejskich” Mariana Falskiego oraz pierwsze czytanki mieszkańców Grenlandii, Izraela czy Japonii. Muzeum posiada zbiór czasopism dla dzieci („Miś”, „Świerszczyk”, „Płomyczek” i inne).
Wystawa stała jest rekonstrukcją dawnej klasy. Na frontowej ścianie wiszą po bokach krzyża portrety marszałka Józefa Piłsudskiego i prezydenta Ignacego Mościckiego. W dwóch rzędach stoją dawne ławki szkolne z otworami na kałamarze i wgłębieniami na pióra ze stalówką, jest staroświecka tablica i tabliczki, na których dzieci sporządzały rachunki. Można też obejrzeć dawne przybory szkolne i fartuszki z białymi kołnierzykami, z lat 60. I 70. XX w. Biurko (katedrę) nauczyciela wyposażono w dawny sprzęt piśmienniczy oraz okazały ręczny dzwonek szkolny. Mariana Falskiego przypominają też ciekawe archiwalne fotografie, wykonane podczas jego pobytów w Kuźnicy.
Przed Muzeum stoi drewniana statua jego patrona, która powstała na początku sierpnia 2016 r. podczas warsztatu dla młodzieży, który prowadził artysta rzeźbiarz Zdzisław Gotfryd. W otoczeniu dworku stoją wiekowe dęby, otaczające popiersie Chopina (odwiedzał radziwiłłowski pałac myśliwski w pobliskim Antoninie). Cztery z nich, stojące przed dworkiem, mają swoje imiona – jeden z nich to „Marian”.
W 2023 muzeum wspólnie z Urzędem Gminy w Kraszewicach wydało książkę „600 lat Kuźnicy Grabowskiej 1423–2023". 7 grudnia 2023 muzeum wspólnie z Radiem Poznań zorganizowało czytanie „Elementarza” Mariana Falskiego. W audycjach uczestniczyli politycy, samorządowcy, nauczyciele i uczniowie.

## Działalność muzeum
Muzeum można zwiedzać indywidualnie i w grupach zorganizowanych. Placówka gromadzi nowe eksponaty. Corocznie 7 grudnia organizuje wspólne czytanie „Elementarza” Mariana Falskiego.
Działania Muzeum Elementarza w 2022 roku:
- wystawa „Elementarz dobrych wspomnień” zawitała do Wojewódzkiego Urzędu Województwa Wielkopolskiego, Muzeum Okręgowego w Koninie oraz Muzeum Miasta Ostrowa Wielkopolskiego,
- roczek Muzeum Elementarza,
- powiększono zbiory o kilka nowych eksponatów:

- pozyskano „Książkę do czytania dla austriackich szkół ludowych pospolitych. Część I. Elementarz” wydaną w Wiedniu w 1907 r.,
- pozyskano „Elementarz dla szkół miejskich i wiejskich” z 1945 r.,
- pozyskano „Elementarz powiastkowy” z 1930 r.,

- na wystawie czasowej pojawił się „Elementarz” M. Falskiego wydany w Jerozolimie,
- muzeum znalazło się na liście obiektów, które mogą zwiedzić grupy szkolne w ramach programu „Poznaj Polskę”,
- warsztaty pisania stalówką w przedszkolach,
- muzeum znalazło się na liście „WielkoPolska Ciekawie”[28],
- Noc w Muzeum,
- udział w audycjach: Polskiego Radia[29] i Radia Poznań,
- II Piknik Historyczny,
- złożenie kwiatów na grobie Mariana Falskiego,
- udział w programie „Poszukiwacze Historii”,
- VI Wspólne Czytanie Elementarza[26][30][31][32].

Każdego roku muzeum w Kuźnicy Grabowskiej odwiedza ok. tysiąca osób.
2 października 2024 roku Minister Edukacji Narodowej, Barbara Nowacka, uroczyście otworzyła w Kuźnicy Grabowskiej konferencję naukową poświęconą twórcy pierwszego Elementarza, profesorowi Marianowi Falskiemu. Poprzedzając to wydarzenie, odwiedziła również znajdujące się tam Muzeum Elementarza.
Muzeum Elementarza zorganizowało 17 marca 2025 roku konferencję pt. „Codzienne dylematy nauczyciela – między II a III Rzeczpospolitą”, która odbyła się w Szkole Podstawowej w Kuźnicy Grabowskiej z udziałem marszałka województwa wielkopolskiego Marka Woźniaka oraz senator Ewy Mateckiej. Wydarzenie odbyło się w ramach obchodów Roku Leona Nalepy w gminie Kraszewice.